# Australian Centre for Plant Functional Genomics
Das Australian Centre for Plant Functional Genomics (ACPFG) ist ein australisches Forschungsinstitut, das sich der Pflanzenzüchtung von Weizen und Gerste widmet. ACPFG hat über 100 Mitarbeiter. CEO ist Professor Peter Langridge.
Es wurde 2002 mit 27 Millionen Australischen Dollar vom Australian Research Council der Grains Research and Development Corporation und der Regierung von South Australia ins Leben gerufen. Der Hauptsitz befindet sich auf dem Waite Campus der University of Adelaide, weitere Stationen sind an der University of Melbourne, der University of South Australia und der University of Queensland. Diese Universitäten tragen auch zur Finanzierung bei.
ACPFG konzentriert sich auf die Toleranz von Weizen und Gerste gegen abiotische Stressfaktoren wie Trockenheit, Hitze und Salinität sowie auf die Verbesserung der pflanzlichen Nährstoffausnutzung. Ziel ist die Entwicklung neuer Pflanzensorten, die wirtschaftlichen, sozialen und umweltbezogenen Nutzen bringen. Daneben bietet ACPFG Stipendien zur Ausbildung von Wissenschaftlern.
ACPFG arbeitet seit 2005 mit Pioneer Hi-Bred zusammen, um Eigenschaften zur Erhöhung der Trockentoleranz und Erniedrigung des Bedarfs von bodenappliziertem Stickstoffdünger zu entdecken und zu entwickeln. Zudem sollen in der Kooperation die Erträge von Mais, Sojabohne, Reis, Weizen, Raps, Sorghumhirsen und Gerste erhöht werden.
2010 gelang es ACPFG in Kooperation mit Wissenschaftlern der Universitäten von Kairo, Kopenhagen und Melbourne, mithilfe der Gentechnik die Salztoleranz von Reis zu verbessern. Hierzu wurde ein Gen exprimiert, dass die Zahl der salztransportierenden Proteine in der Pflanzenwurzel, wodurch mehr Salz in der Wurzel gehalten wird und weniger den Spross erreicht, wo Salz den größten Schaden verursacht.
ACPFG hat über 30 Patentanträge gestellt. Im Februar 2011 wurde bekannt, dass erstmals einem Patentanspruch stattgegeben wurde, und zwar für ein Protein, dass in der äußeren Membran der Pflanzenzelle Natriumionen aus der Zelle pumpt und so die Salztoleranz der Pflanze erhöht. Das Patent gilt für Turkmenistan, Belarus, Tadschikistan, Russland, Aserbaidschan, Kasachstan, Kirgistan, Armenien und Moldau.
2011 entwickelte ACPFG mithilfe der Gentechnik eine nährstoffangereicherte Reislinie, deren Eisengehalt hoch genug ist, um den täglichen Bedarf zu decken. Der Reis enthält das Vierfache an Eisen und das Doppelte an Zink von konventionellem Reis. Ein derart hoher Eisengehalt ließ sich bisher nicht erzielen und ist mit konventionellen Methoden nicht möglich. Die WHO schätzt, dass weltweit mehr als zwei Milliarden Menschen an Eisenmangel leiden. An dem Forschungsprojekt waren Wissenschaftler der Universitäten von Adelaide, Melbourne und South Australia sowie der Flinders University beteiligt, finanziert wurde es vom Australian Research Council und HarvestPlus.